# Ivar Giaever
Ivar Giaver (en noruego: Ivar Giæver; Bergen, Noruega, 5 de abril de 1929-20 de junio de 2025) fue un físico estadounidense, de origen noruego, galardonado en 1973 con el Premio Nobel de Física.

## Biografía
Nació el 5 de abril de 1929 en la ciudad noruega de Bergen. Estudió Ingeniería Mecánica en el Instituto Tecnológico de Noruega en Trondheim, obteniendo su título en 1952. En 1954 emigra a Canadá, donde fue empleado de la división canadiense de la General Electric, trasladándose dos años después a los Estados Unidos. En aquellos momentos estudió física en el Rensselaer Polytechnic Institute, doctorándose en 1964, año en el que consiguió la nacionalidad estadounidense.

## Investigaciones científicas
Interesado en el efecto túnel sobre los semiconductores y superconductores, demostró cómo el paso de electrones a través de un diodo con una fina capa de óxido producía el fenómeno conocido como superconductividad. En 1973 compartió el Premio Nobel de Física con Leo Esaki y Brian David Josephson por sus trabajos en la física del estado sólido.

## Su visión sobre el calentamiento global antropogénico
De acuerdo con sus transcripciones en el The Wall Street Journal, Giaever ha descrito el calentamiento global antropogénico como una "nueva religión", haciendo referencias a los reportes lanzados por el U.S. Senate Environment and Public Works Committee (en minoría), liderado por Jim Inhofe, en marzo de 2009. Sus palabras exactas dichas en el reportaje fueron "Soy un escéptico… el Calentamiento Global Antropogénico se ha convertido en una nueva religión".
En otro reportaje en el más importante periódico noruego Aftenposten, del 26 de junio de 2011, Giaever argumentó: "Es notable cuan estables han sido las temperaturas en los últimos 150 años".
El 13 de septiembre de 2011, Giaever resignó su membresía de la American Physical Society debido a su posición oficial acerca de "la evidencia es incontrovertible sobre el CGA". Hoy en día trabaja en el think tank conservador y neoliberal The Heartland Institute, conocido por luchar junto a Philip Morris en la década de 1990 en contra de la evidencia que unía el humo del tabaco y el cáncer de pulmón.

## Algunas publicaciones
- Giaever, Ivar (1960). «Energy Gap in Superconductors Measured by Electron Tunneling». Physical Review Letters 5 (4): 147. Bibcode:1960PhRvL...5..147G. doi:10.1103/PhysRevLett.5.147.
- Giaever, Ivar (1960). «Electron Tunneling Between Two Superconductors». Physical Review Letters 5 (10): 464. Bibcode:1960PhRvL...5..464G. doi:10.1103/PhysRevLett.5.464.
- Giaever, Ivar (1974). «Electron tunneling and superconductivity». Reviews of Modern Physics 46 (2): 245. Bibcode:1974RvMP...46..245G. doi:10.1103/RevModPhys.46.245.